# ژ
Jé (ژ, également écrit zhe, jeh, že ou appelé jāʾ) est une lettre additionnelle de l'alphabet arabe.

## Linguistique
Elle n'est pas utilisée pour la transcription de l'arabe, mais peut l'être pour représenter une consonne fricative post-alvéolaire voisée (/ʒ/) dans l'écriture d'autres langues (persan, ourdou, kurde, ouïghour...).
Dans l’écriture du Cachemiri, ‹ ژ › représente une consonne affriquée alvéolaire sourde [t͡s].
Dans l’écriture de l'alphabet national tchadien et du Maba, ‹ ژ › représente une consonne battue rétroflexe voisée prénasalisé [ᶯɖ].

## Graphie
Sa graphie est basée sur celle de zāy (ز), diacritée par deux points supplémentaires. À la différence d'autres lettres arabes, elle ne possède qu'une seule forme.

## Représentation informatique
Cette lettre possède la représentation Unicode suivantes :
- ژ : U+0698 (« lettre arabe ja' ») ;